# Estación Salto Grande
Salto Grande es una estación de ferrocarril de la localidad de Salto Grande, provincia de Santa Fe, Argentina.

## Servicios
No presta servicios de pasajeros, solamente de cargas. Sus vías corresponden al Ramal CC del Ferrocarril General Belgrano. Sus vías e instalaciones están concesionadas a la empresa estatal Trenes Argentinos Cargas.
Se encuentra precedida por el Estación Lucio V. López y le sigue la Estación Totoras.